# Das Schreiben und das Schweigen

Aus dem Film "Das Schreiben und das Schweigen"

Das Schreiben und das Schweigen ist ein Dokumentarfilm über die österreichische Schriftstellerin Friederike Mayröcker aus dem Jahr 2008. Regie führte Carmen Tartarotti. 2009 wurde der Film mit dem Hessischen Filmpreis ausgezeichnet sowie für den Deutschen Filmpreis 2010 vornominiert und für den FilmSchnittpreis 2011 nominiert.

## Rezeption
Silvia Hallensleben schrieb in einer Rezension zu diesem Film: „Die Wiener Schriftstellerin Friederike Mayröcker ist nicht gerade ein Medientier. Auch Carmen Tartarotti durfte nur unter strengen Auflagen mit ihr drehen. Ohne Team, möglichst diskret und ohne Lebenssphäre oder Arbeitsrhythmus der Dichterin zu behindern. Sprechen mag diese schon gar nicht. Tut sie aber doch. Offensichtlich erleichterten die harten Konditionen einen zauberhaften Künstlerinnenfilm der anderen Art, der uns nicht mit biografischen Abfolgen langweilt, sondern ganz der Gegenwärtigkeit von Person und Schreibarbeit vertraut.“
„Es ist die schönste Dokumentation über die geliebte Friederike Mayröcker“, sagt die österreichische Sängerin und Musikerin Anja Plaschg, bekannt als Soap&Skin.

## Auszeichnungen
- Hessischer Filmpreis 2009
- Lichter Filmpreis 2010
- Deutscher Filmpreis / Vornominierung 2010
- LOLA@Berlinale 2011
- Nominierung zum Preis der deutschen Filmkritik 2010
- Filmplus Bild-Kunst Schnitt Preis / Nominierung 2012